# 門田新一
門田 新一（かどた しんいち、1949年3月26日 - ）は、日本の男性元プロボクサー。愛媛県伊予郡松前町出身。現役時代は三迫ボクシングジム所属。現在はファミリーフォーラムボクシングジム会長。1974年、リングネームを門田 恭明にした。

## 来歴
幼少期に両親と相次いで死別。新田高校ボクシング部在籍中、同郷である三迫仁志のスカウトを受け上京した。
1967年4月30日、竹之内徳美を1RKOで沈めプロデビューを飾る。
12月18日、沢口和広と東日本フェザー級新人王を争うが判定負けでデビュー戦以来の連勝も止まる。
1970年6月6日、元WBC世界ジュニアライト級王者のレネ・バリエントスと対戦するも判定負け。
10月17日、趙永喆が持つOBF東洋ライト級王座に挑戦。3RKOで王座奪取に成功。
1971年8月13日、ノンタイトルで鈴木石松に8RKO勝利を上げるが、1972年1月16日のOBFタイトルマッチでは判定負けを喫し王座陥落。
1973年7月31日、元WBC世界ライト級王者のチャンゴ・カルモナを7RKOで退ける。
1974年、リングネームを「門田 恭明」に改め、10月26日に日本大学講堂で、アントニオ・セルバンテスが持つWBA世界ジュニアウェルター級王座に挑戦するが、8Rでプロ初のKO負けを喫する。
1976年11月19日、シグフリト・ロドリゲスに4RKO負けでこの試合を最後に引退。
その後帰郷し、愛拳松山ジムを立ち上げ、現在は再び上京してファミリーフォーラムボクシングジムの会長を務めている。
長男である門田光一は同ジムのトレーナー兼マネージャーを務める。

## 戦績
- 49戦38勝（25KO）10敗1分